# برايان إل. فالكنر
برايان إل. فالكنر (بالإنجليزية: Brian Falkner)‏ هو كاتب للأطفال ومؤلف وكاتب نيوزيلندي، ولد في 20 يوليو 1962 في أوكلاند في نيوزيلندا.

## وصلات خارجية
- الموقع الرسمي